# التمييزالعنصري في العمل ضد الأشخاص الذين لديهم سجلات جنائية في الولايات المتحدة
التمييزالعنصري في العمل ضد الأشخاص الذين لديهم سجلات جنائية في الولايات المتحدة هو تصرف غيرقانوني منذ صدور قانون الحقوق المدنية لسنة 1964.
يجوز لأصحاب العمل أن ينظروا بصورة قانونية في الإدانة الجنائية لمقدم الطلب أو الموظف لأغراض التوظيف مثل التوظيف والاستبقاء والترقية والاستحقاقات والواجبات المفوضة. ومع ذلك فإن السياسات أو الممارسات الشاملة مثل استبعاد جميع مقدمي الطلبات الذين لديهم أ حكام بالإدانة من التوظيف؛ قد تنتهك القانون بسبب التأثير المتفاوت علي بعض الأقليات التي يحميها القانون الذي قد يكون لديه معدلات أعلي من الإدانات الجنائية والاعتقالات للسكان الفرعيين. وكذلك فإن السياسات أو الممارسات التي لم تُصمم بدقة كافية للضرورة المشروعة للأعمال التجارية قد تكون انتهاكات للقانون-إذا كانت المعاملة أو الأثر التمييزي يقع في الغالب علي الأشخاص المحميين بموجب القانون. وينطبق الباب السابع علي الأعمال التجارية التي تضم أكثر من 15 موظفا ويحدد نوعين من التمييز والمعاملة المتباينة والتأثير المتباين.
وقد قامت لجنة تكافؤ فرص العمل بإنفاذ الباب السابع لأنه دخل حيز النفاذ في سنة 1965. وأصدرت بصورة دورية توجيهها الإجباري يشرح كيف يمكن للعاملين استخدام السجلات الجنائية دون انتهاك قانون الحقوق المدنية؛ وفي إبريل 2012 نشرت المحكمة إرشادات التنفيذ يلزم الشركات بوضع إجراءات تبين أنها لا تستخدم السجلات الجنائية للتمييز بسبب العرق أوالأصل القومي ويعتبر حجم المشكلة غير معروف بدقة.